# Robert S. P. Beekes
Robert S. P. Beekes é um linguista neerlandês, autor de muitos livros sobre o Proto-Indo-Europeu, a língua ancestral da maioria das línguas europeias e das línguas da Ásia Central e Índia (inclui muitas das línguas do Irão, Índia, Afeganistão, Paquistão e Bangladesh).